# جون كارمايكل
جون كارمايكل (بالإنجليزية: John Carmichael)‏ هو كاتب حول الرياضة أمريكي، ولد في 16 أكتوبر 1902، وتوفي في 6 يونيو 1986.